# Francis Harvey
Pour les articles homonymes, voir Francis Harvey (poète) et Harvey.
Francis John William Harvey VC (29 avril 1873 à Sydenham - 31 mai 1916) est un militaire britannique durant la Première Guerre mondiale. Harvey reçoit à titre posthume la Croix de Victoria pour un acte héroïque lors de la bataille du Jutland. Officier de tir du HMS Lion, il participe également aux batailles de Heligoland et de Dogger Bank.
Durant la Bataille du Jutland, Harvey, bien que mortellement blessé par les tirs d'obus allemands, ordonne que le magasin de la tourelle Q du croiseur de bataille Lion soit inondé. Cette action permet d'éviter que les tonnes de cordite stockées à cet endroit ne détonent de manière catastrophique, ce qui aurait détruit le navire et tous ceux qui se trouvaient à son bord.